# Twintig jaar later
Twintig jaar later (Frans : Vingt ans après) is een boek van Alexandre Dumas père.
Het is het vervolg op het beroemde boek De drie musketiers uit 1844, samen met het boek De Vicomte van Bragelonne maakt het deel uit van de D'Artagnan Romances. Twintig jaar later werd geschreven tussen januari en augustus 1845. Het boek volgt diverse gebeurtenissen in Frankrijk zoals La Fronde, gedurende de jeugdige regeerperiode van Lodewijk XIV, en in Engeland vlak voor het eindigen van de Engelse Burgeroorlog, die leidde tot de overwinning van Oliver Cromwell en de executie van koning Karel I.